# 岸野雄三
岸野 雄三（きしの ゆうぞう、1918年5月13日 - 2001年1月19日）は、日本の体育学者。

## 人物・来歴
宮崎県出身。1942年東京文理科大学哲学科卒。学生時代は体操競技の選手で、1939年明治神宮体育大会個人総合で優勝、翌年の“幻の東京オリンピック”候補選手。1946年東京高等師範学校助教授、49年教授、同年東邦大学助教授、1967年教授、また、東京教育大学体操部部長を務めた。1974年筑波大学体育科学系教授となり、体育科学系長、体育専門学群長を務めた。その間、日本体育学会理事長、日本学術会議会員、体協役員などをつとめる。82年定年退官、名誉教授。早稲田大学客員教授となり、その後、国際武道大学教授、のち副学長に就任。学会、体操界の両面で活躍。東京五輪金メダリストの遠藤幸雄らを指導した。スポーツ史学会初代会長。92年勲三等旭日中綬章受勲。

## 著書
- 『体育の文化史』 (体育図書館シリーズ) 不昧堂書店, 1959
- 『体操の指導』 (中学体育指導講座) 雄山閣出版, 1959
- 『ヒポクラテースの養生法 食養生と体操』 (杏林新書) 杏林書院, 1971
- 『現代保健体育学大系 2 体育史-体育史学への試論』大修館書店, 1973

### 共編著
- 『近代日本学校体育史』竹之下休蔵共著. 東洋館出版社, 1959
- 『鉄棒運動のコーチ 学校教材から高等技術まで』金子明友共著. 大修館書店, 1960
- 『日本武道全集』全7巻 今村嘉雄,小笠原清信共編. 人物往来社, 1966-67
- 『現代保健体育学大系 第9 序説運動学』松田岩男,宇土正彦共編 大修館書店, 1968
- 『レクリエーションの文化史』 (不昧堂新書) 小田切毅一共著. 不昧堂出版, 1972
- 『スポーツの技術史 近代日本のスポーツ技術の歩み』多和健雄共編. 大修館書店, 1972
- 『近代体育スポーツ年表』成田十次郎,大場一義,稲垣正浩共編 大修館書店, 1973
- 『講座現代のスポーツ科学 1 スポーツの科学的原理』朝比奈一男,水野忠文共編著 大修館書店, 1977.4
- 『世界風俗じてん 4 娯楽の巻』稲垣正浩、小田切毅一、高橋健夫、野々宮徹、寒川恒夫共著 三省堂, 1978.12
- 『体育・スポーツ人物思想史』成田十次郎,山本徳郎, 稲垣正浩共著. 不昧堂出版, 1979.1
- 『体育史講義』編著. 大修館書店, 1984.2
- 『最新スポーツ大事典』岸野雄三 [ほか]編. 大修館書店, 1987.6

翻訳
- E.N.ガーディナー『ギリシアの運動競技』 (ほるぷ体育スポーツ科学選書）ほるぷ出版, 1982.1